# Comps-sur-Artuby
Comps-sur-Artuby là một xã thuộc tỉnh Var trong vùng Provence-Alpes-Côte d’Azur, Pháp. Xã này có diện tích 63,49 km², dân số năm 2006 là 320 người. Xã này nằm ở khu vực có độ cao trung bình 900 mét trên mực nước biển.

## Biến động dân số[1]
| Năm | 1371 | 1471 | 1698 | 1728 | 1765 | 1787 | 1805 | 1835 | 1851 | 1866 | 1884 | 1892 | 1900 | 1901 | 1911 | 1914 | 1939 | 1962 | 1968 | 1975 | 1982 | 1990 | 1999 | 2004 |
| --- | ---- | ---- | ---- | ---- | ---- | ---- | ---- | ---- | ---- | ---- | ---- | ---- | ---- | ---- | ---- | ---- | ---- | ---- | ---- | ---- | ---- | ---- | ---- | ---- |
| Dân số | 205  | 190  | 650  | 2845 | 1240 | 650  | 739  | 740  | 875  | 775  | 771  | 724  | 613  | 616  | 650  | 584  | 444  | 202  | 242  | 206  | 271  | 272  | 280  | 320  |
| From the year 1962 on: No double counting—residents of multiple communes (e.g. students and military personnel) are counted only once. |      |      |      |      |      |      |      |      |      |      |      |      |      |      |      |      |      |      |      |      |      |      |      |      |